# Liparis graciliscapa
Liparis graciliscapa är en orkidéart som beskrevs av Rudolf Schlechter. Liparis graciliscapa ingår i släktet gulyxnen, och familjen orkidéer. Inga underarter finns listade i Catalogue of Life.